# Instant Piano
Instant Piano est un comic book humoristique dont les quatre numéros ont été publiés par Dark Horse Comics en 1994 et 1995. Une histoire d'Evan Dorkin publié dans le numéro 3 a obtenu le prix Eisner de la meilleure histoire courte 1996.